# Tutti i diritti riservati

La frase tutti i diritti riservati, in una icona in lingua inglese.

Tutti i diritti riservati (All rights reserved in lingua inglese) è una formula con cui il titolare del diritto d'autore dichiara che una determinata opera dell'ingegno non è riproducibile senza la sua espressa autorizzazione.
Nella maggior parte dei paesi le leggi sul diritto d'autore non richiedono questa dicitura, sebbene la formula persista poiché probabilmente intesa come protezione sul "diritto di copia" (copyright).
Un tempo l'apposizione dell'espressione Tutti i diritti riservati era richiesta come nota che tutti i diritti di copia erano di proprietà di colui che deteneva il diritto d'autore, e che ci sarebbero state azioni legali contro le eventuali violazioni del diritto di copia.
Il testo venne richiesto dopo la Convenzione di Buenos Aires del 1910, che richiedeva di inserirlo per garantire la protezione sul diritto di copia.
La frase equivalente in altri idiomi:
- lingua afrikaans - Alle regte voorbehou.
- lingua araba - .كل الحقوق محفوظة
- lingua armena - Բոլոր իրավունքները պահպանված են.
- lingua bulgara - Всички права запазени.
- lingua ceca - Veškerá práva vyhrazena.
- lingua cinese - 版權所有。
- lingua croata - Sva prava pridržana.
- lingua danese - Alle Rettigheder Forbeholdes.
- lingua ebraica - .כל הזכויות שמורות
- lingua finnica - Kaikki oikeudet pidätetään.
- lingua francese - Tous droits réservés.
- lingua inglese - All rights reserved.
- lingua greca - Με επιφύλαξη παντός δικαιώματος.
- lingua malese - Hak Cipta Terpelihara.
- lingua norvegese - Alle rettigheter reservert.
- lingua olandese - Alle Rechten Voorbehouden.
- lingua polacca - Wszelkie prawa zastrzeżone.
- lingua portoghese - Todos os Direitos Reservados.
- lingua romena - Toate drepturile rezervate.
- lingua russa - Все права защищены.
- lingua slovacca - Všetky práva vyhradené.
- lingua slovena - Vse pravice pridržane.
- lingua spagnola - Todos los derechos reservados.
- lingua svedese - Med ensamrätt. eller Eftertryck förbjudes.
- lingua tedesca - Alle Rechte vorbehalten.
- Lingua thailandese - จำกัด ขอสงวนสิทธิ์ทั้งหมด.
- lingua turca - Tüm Haklari Saklidir.
- lingua ungherese - Minden Jog Fenntartva.

La necessità di aggiungere la nota divenne obsoleta il 23 agosto 2000, perché ogni nazione che era membro della Convenzione di Buenos Aires (che è l'unico trattato sui diritti di copia che ne richiede l'uso), è anche membro della Convenzione di Berna la quale richiede che la protezione sia garantita senza una nota formale che ne specifichi il diritto di copia.
La frase può anche essere usata quando si firma un contratto per rendere chiaro la riservatezza dei diritti. Altre frasi che potrebbero essere usate sono "senza pregiudizio" o "sotto protesta". 